# 에메랄드 삼각지대

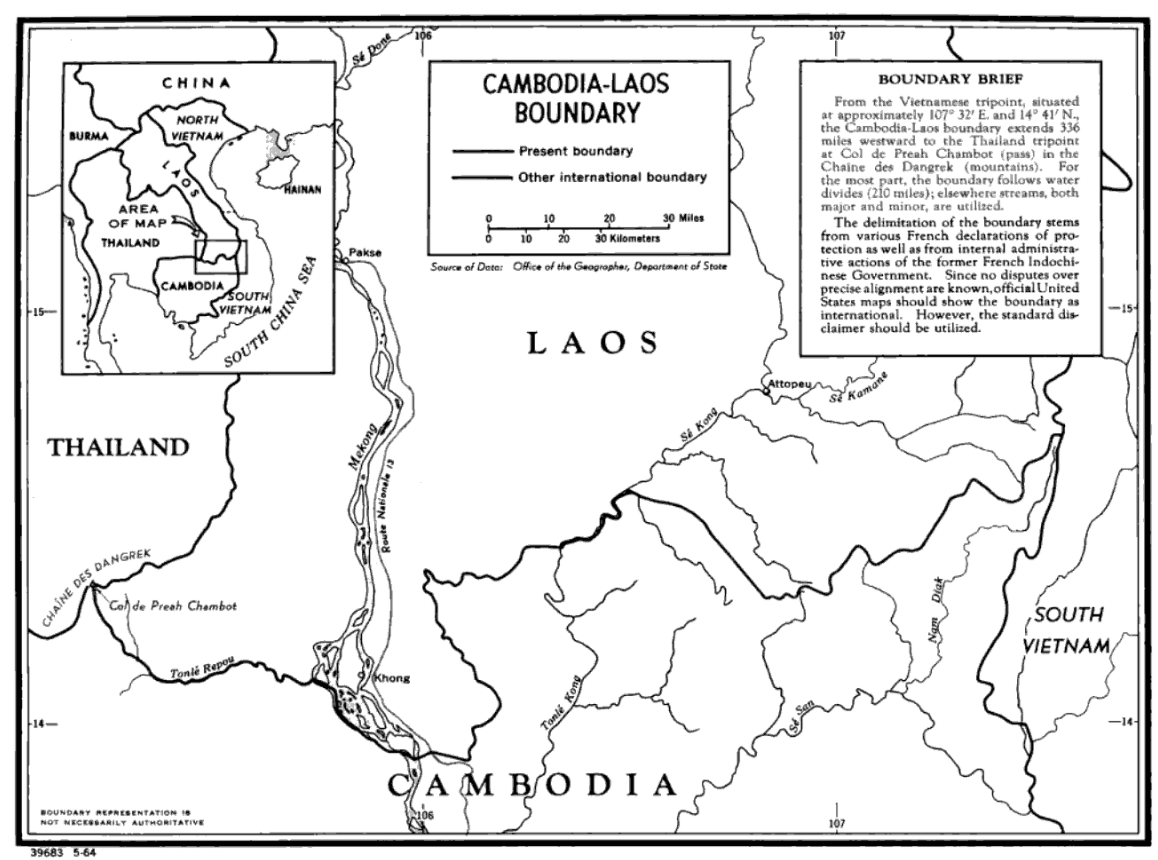

에메랄드 삼각지대(영어: Emerald Triangle)는 캄보디아, 라오스, 태국 국경이 맞닿는 삼합점이다. 이 지역에는 태국과 캄보디아 사이의 자연 경계를 이루는 당렉산맥을 통과하는 산악 지형인 총 복(태국어: ช่องบก) 지역이 포함된다. 캄보디아에서는 이 지역을 몸 베이(크메르어: មុំបី)라고 부른다.
에메랄드 트라이앵글이라는 용어는 2000년에 이 지역의 관광 및 경제 발전을 촉진하기 위한 국제 협력 프로젝트로 만들어졌다. 이 지역의 밀림이 무성한 환경을 의미하는 이 이름은 라오스, 태국, 미얀마 사이에 이미 존재했던 황금의 삼각지대 지역의 이름을 따서 지어졌다. 넓은 의미에서 에메랄드 삼각지대는 세 국가의 7개 주를 아우른다. 캄보디아의 프레아비헤아르주, 오다르메안체이주, 스퉁트렝주, 라오스의 살라완주, 참파사크주, 태국의 우본랏차타니주, 시사껫주가 포함된다. 좁은 의미에서는 총 복 고개 근처에 있는 세 국가의 국경 삼합점을 의미한다. 이 고개의 해발 고도는 330 미터 (1,080 ft)이다.
1985년부터 1987년까지 제3차 인도차이나 전쟁 동안 총 복 지역은 크메르 루주가 주둔하고 있던 캄보디아-태국 국경 지역에 베트남군이 침입하면서 무력 충돌이 발생한 지역이었다. 적대 행위가 끝난 후 1993년에 우정의 상징으로 삼합점에 정자가 세워졌다.

## 같이 보기
- 캄보디아-라오스 국경
- 캄보디아-태국 국경
- 라오스-태국 국경